# Cossini (cavaller)
Cossini (en llatí Cossinius) va ser un cavaller romà del segle i. Formava part de la família dels Cossini, procedents de Tibur.
Era amic de Neró, i va ser enverinat per error per un metge egipci que l'emperador li havia enviat per tractar-lo d'una malaltia. Plini el Vell el menciona a la seva Naturalis Historia.